# 順天警察署
順天警察署（スンチョンけいさつしょ）は、全南地方警察庁所管の警察署である。

## 管轄区域
- 順天市

## 沿革
- 1945年10月21日 - 開署

## 組織
- 警務課
- 生活安全課
- 捜査課
- 刑事課
- 警備交通課
- 情報保安課

## 管轄派出所
- 南門派出所
- 駅前派出所
- 金塘派出所
- 西面派出所
- 旺照派出所
- 住岩派出所
- 海龍派出所
- 別良派出所
- 昇州派出所
- 松光派出所
- 黃田派出所
- 楽安派出所
- 蓮香派出所
- 南道派出所
- 北門派出所
- 三山派出所

## 管轄治安センター
- 外西治安センター
- 月燈治安センター
- 上沙治安センター